# Дачо Йотов
Димитър (Дачо) Йотов е български революционер, велешки войвода на Вътрешната македоно-одринска революционна организация.

## Биография
Дачо Йотов е роден около 1884 година в тетевенското село Турски Тръстеник. Присъединява се към ВМОРО и участва в Илинденско-Преображенското въстание. През 1904 година Дачо Йотов е четник във Велешко в четата на Стефан Димитров. Секула Ораовдолски, заедно с Велко Попадийски и Дачо Йотов убива вуйчо си поп Чуря, поставил се в услуга на сръбската пропаганда в Македония. След смъртта на Стефан Димитров Дачо Йотов е четник при поручик Панчо Константинов, след чиято смърт през юни 1906 година действа във велешка околия заедно с Велко Попадийски. Четникът Петко Кънев си спомня за него: „Дачо не се ползваше с добро име и се навърташе все в село Бистрица“.
Четата на Дачо Йотов действа срещу сръбските чети в Бистришкия балкан. На 15 април 1907 година в местността Яворът при село Црешнево четата попада в засада на четата на сръбския войвода Тренко Крапянин и сърбоманска милиция от Поречието. Но благодарение на добрите отношения на ВМОРО с кехаята на Теовския манастир Кямил ага, пристигналата турска потеря напада сръбската чета, която дава 15 жертви.
След Младотурската революция Дачо Йотов се легализира и през април 1909 година участва в похода към Цариград, заедно с Яне Сандански и Христо Чернопеев. По-късно започва да работи за младотурската власт и участва в обезоръжителната акция във Велешко. Заради сътрудничеството с властите е екзекутиран от велешкия войвода на ВМОРО Мирчо Атанасов на 25 ноември 1911 година във Войница.